# Лиференко, Александр
Александр Лиференко (род. 1930) — советский ватерполист. В качестве игрока выступал за московский ЦДСА. В составе команды становился чемпионом СССР 1954 года.
Участник Олимпийских игр 1952 года в Хельсинки, где советская ватерпольная сборная заняла итоговое седьмое место.

## Достижения
- Чемпион СССР: 1954